# Nazira Abdula
Nazira Karimo Vali Abdula (1969 -) é pediatra e política moçambicana. Foi Ministra da Saúde no governo de Filipe Nyusi de 19 de janeiro de 2015 a 17 de janeiro de 2020.

## Biografia
Nazira Abdula nasceu na cidade de Nampula, Moçambique português em 1969. Concluiu os seus estudos primários em Nampula e arredores antes de se inscrever na Universidade Eduardo Mondlane, em Maputo, onde se licenciou em medicina em 1993.
Abdula iniciou a sua residência médica no Hospital Central de Maputo, tendo posteriormente trabalhado no Hospital São João do Porto em Portugal. Recebeu seu mestrado em Nutrição pela Flinders University na Austrália em 2006.
Abdula trabalhou como clínica geral no Hospital Geral de Mavalane de 1993-1997, onde participou de um programa de luta contra a malária na região. Também trabalhou para combater uma epidemia de cólera no Hospital Central de Maputo em 1997. Mais tarde, atuou na Universidade Católica de Moçambique e no Instituto de Ciência e Saúde em Maputo e Beira.

### Vida política
Foi nomeada Ministra da Saúde em 19 de janeiro de 2015, a primeira mulher ministra da saúde em Moçambique desde a independência em 1975. <undefined />  Lutou contra o HIV / AIDS em Moçambique para o governo de Nyusi, que prevê eliminar a doença até 2030. Ela trabalhou contra o roubo e venda de drogas ilícitas, bem como a venda e o tráfico de medicamentos falsificados. Fora de seu trabalho com o governo, Abdula escreveu vários artigos científicos sobre resistência antimicrobiana.